# Hay Plumb
Hay Plumb (1883 – 1960) foi um ator e diretor britânico da era do cinema mudo.

## Filmografia selecionada
Diretor
- Hamlet (1913)
- A Son of David (1920)

Ator
- The Midshipmaid (1932)
- The House of Trent (1933)
- Orders Is Orders (1934)
- Things Are Looking Up (1935)
- Car of Dreams (1935)
- Song of the Forge (1937)
- Cheer Boys Cheer (1939)
- Let's Be Famous (1939)